# Cynoglossum triste
Cynoglossum triste là loài thực vật có hoa trong họ Mồ hôi. Loài này được Diels mô tả khoa học đầu tiên năm 1912.